# Knežak
Knežak je kraško naselje z okoli 500 prebivalci ob regionalni cesti Pivka–Ilirska Bistrica. Leži na jugu reke Pivke v Občini Ilirska Bistrica.
V naselju se odcepi lokalna cesta proti gozdarskemu zaselku Mašun, na poti pa leži lepa vasica Koritnice. Prebivalci vasi se ukvarjajo z živinorejo in gozdarstvom, zaposleni pa so tudi v lesni tovarni v Baču in Ilirski Bistrici, Pivki in Postojni.

## Arheologija
Na okoliških hribih so zaradi ugodne lege že v prazgodovini in antiki nastale naselbine. V neposredni okolici so 4, nekoliko stran pa še 3 gradišča (blizu Šembij in Bač). Malo dlje na severu na lokaciji Čepna (791 mnm) je gradišče, kjer je ohranjenih še okoli 350 m obrambnih nasipov, predmete, ki so jih tu našli pa datirajo v starejšo železno dobo.
Na vzhodni strani Knežaka je bilo gradišče na hribu Obroba (644 mnm). Manjše najdbe iz tega najdišča kažejo, da je bilo to naselje poseljeno v času halštatske dobe.